# Campo solcato

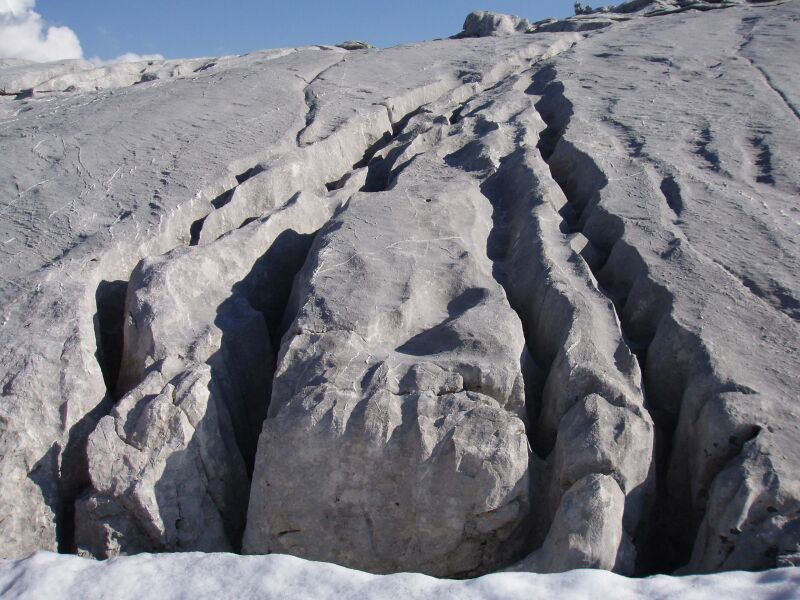
Dettaglio

Con campo solcato si intende una microforma di carsismo superficiale. I campi solcati hanno dimensioni da centimetri a metri e si suddividono in tre tipi principali:  
- liberi, ossia avvenuti su roccia nuda,
- semiliberi, con parziale copertura,
- coperti, con copertura totale del suolo e vegetazione.

## Suddivisione
I campi carreggiati o campi solcati (dal tedesco Karrenfeld), così chiamati per la somiglianza ai solchi lasciati sul terreno dalle ruote dei carri, sono affioramenti rocciosi con compresenza di molti karren. 
Caratterizzati da solchi o crepacci che se profondi, fanno assumere al campo l’aspetto di una pietraia, in cui appaiono massi affioranti in forma più o meno caotica. All'interno si possono trovare altre microforme quali le vaschette di corrosione, le scannellature, ed i fori di dissoluzione.
Fra i campi solcati liberi sono comuni:
- Scannellature (Rillenkarren), piccoli solchi subparalleli, frequenti in zone di spartiacque e presenti su rocce con qualsiasi inclinazione
- Impronte (Trittkarren) piccole cavità a fondo piatto presente su superfici poco inclinate
- Solchi o docce carsiche (Rinnenkarren), sono solchi della larghezza e profondità di qualche centimetro, possono essere tortuosi sulle superfici poco inclinate, mentre diventano rettilinei su superfici a forte pendenza.

Fra i campi solcati semiliberi la forma più comune sono le vaschette di corrosione (Kamenitza), cavità chiuse a perimetro subcircolare con fondo piatto e di dimensione centimetrica.
Fra i campi solcati coperti si distinguono varie forme arrotondate (Rundkarren). Esse derivano per la maggior parte da campi solcati liberi o semiliberi.
Non legati alla copertura del suolo, ma alla presenza di fratture, sono
- fori carsici
- crepacci carsici (Kluftkarren)

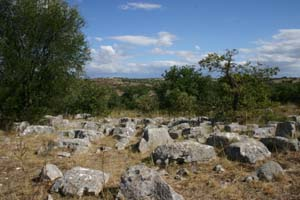
Alta Murgia
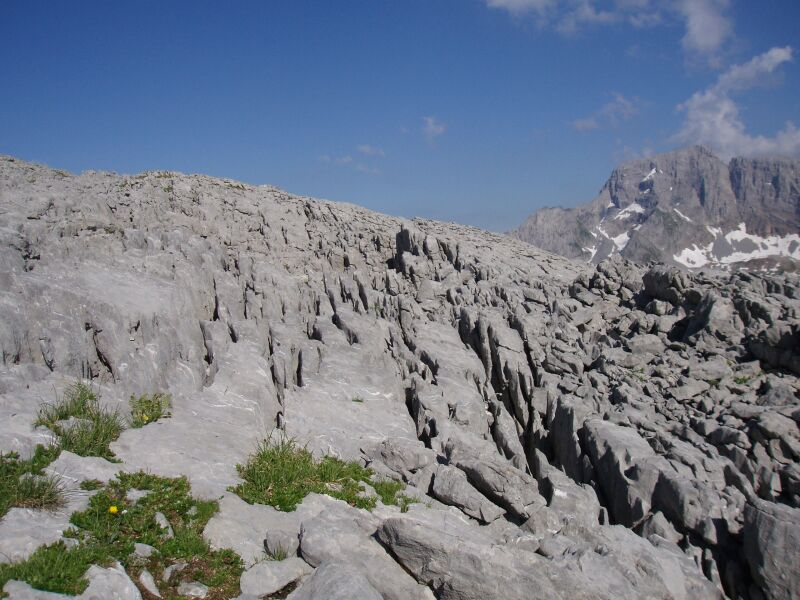
Silberen, Canton Svitto, Svizzera
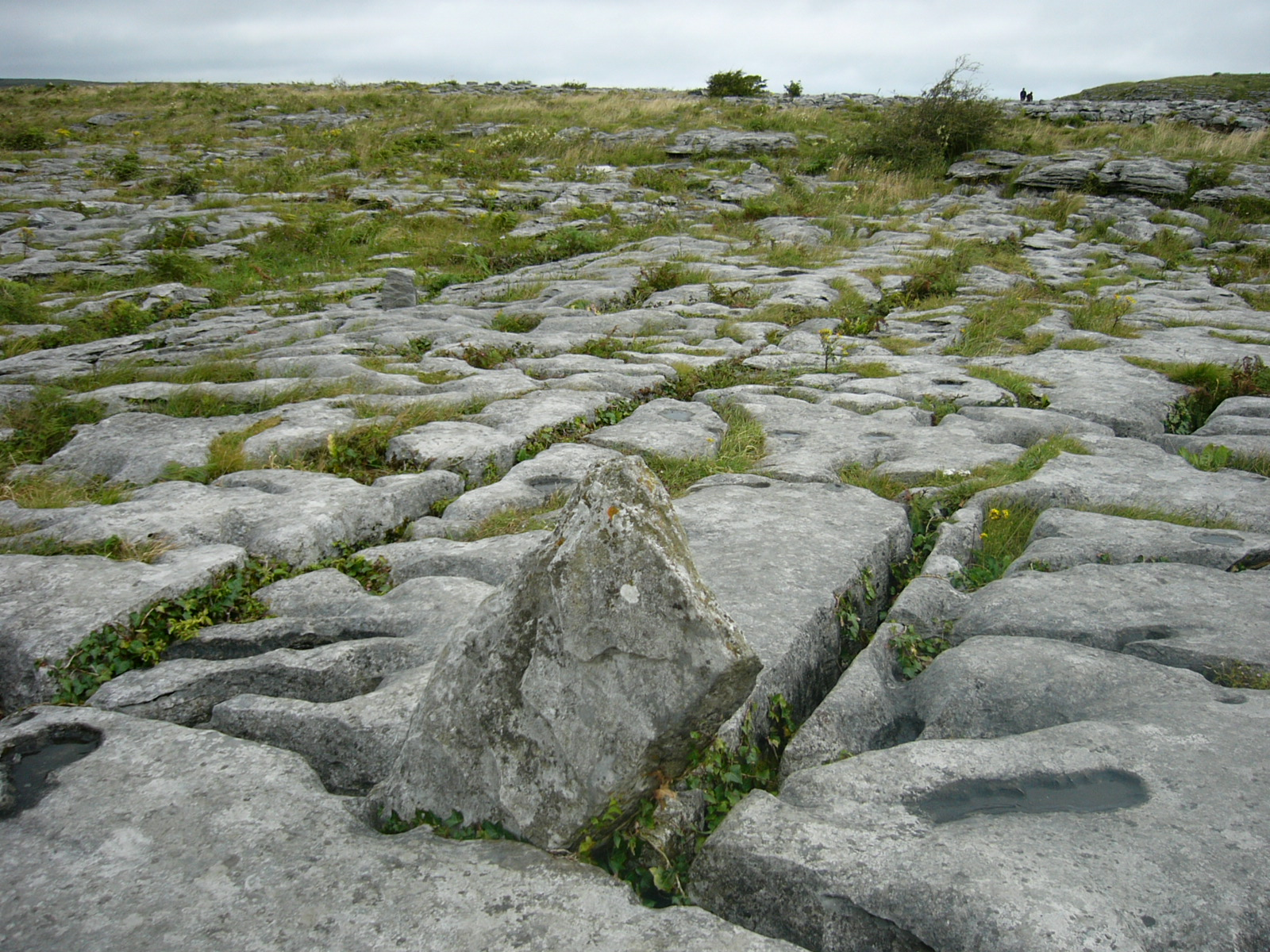
Irlanda